# Flickan från Flandern
Flickan från Flandern (Ein Mädchen aus Flandern) är en tysk romantisk dramafilm i krigsmiljö, i regi av Helmut Käutner. Den bygger på Carl Zuckmayers roman Engele von Loewen. Filmen hade premiär 1956. Den kvinnliga huvudrollen görs av Nicole Berger som endast medverkade i två andra filmer. Den manliga huvudrollen görs av den betydligt mer kände Maximilian Schell.

## Handling
Under första världskrigets utbrott blir en tysk soldat och en flamländsk kvinna förälskade. De skiljs åt och träffas igen 1917, men för båda väntar svårigheter till följd av kriget.

## Rollista
- Nicole Berger - Angeline Meunier
- Maximilian Schell - Alexander 'Alex' Haller
- Viktor de Kowa - Dr. Simon
- Friedrich Domin - Leopold Haller, generalmajor
- Anneliese Römer - Lysette
- Fritz Tillmann - Lüdemann
- Gert Fröbe - Kupfer, ryttmästare
- Jochen Blume - major
- Wolfried Lier - Neukerk
- Arthur Schröder - Träutlein
- Reinhard Kolldehoff - revolutionär
- Hans Hessling - revolutionär
- Ralf Wolter - tysk soldat